# Speicher Altenberg
Der Speicher Altenberg oder Talsperre Altenberg ist eine Talsperre in Sachsen. Sie liegt bei Altenberg im Osterzgebirge und dient der Trinkwasserversorgung und dem Hochwasserschutz. Die Talsperre wurde 1987 bis 1993 unterhalb des Großen Galgenteiches gebaut und 1992 in Betrieb genommen. Die gestauten Gewässer sind der Neugraben, der Quergraben und der Sandbach, die heutigen Quellflüsse der Roten Weißeritz.

## Geschichte
In Altenberg wurde seit dem 15. Jahrhundert Zinn gefördert. In den 1980er Jahren wurden Abbau und Aufbereitung umfangreich erweitert, um den Zinnbedarf der DDR möglichst vollständig zu decken. Die Zinnaufbereitung erfolgte im Flotationsverfahren. Der gestiegene Wasserbedarf ließ sich aus dem Großen Galgenteich nicht mehr decken, so dass ab 1987 der Speicher Altenberg angelegt wurde, um die Wasserversorgung sicherzustellen. Im Zuge der Deutschen Wiedervereinigung wurde jedoch der Altenberger Zinnbergbau 1991 eingestellt und die ursprüngliche Funktion des Speichers entfiel. Er wurde bis 1993 fertiggestellt und in das System der Trink- und Brauchwassergewinnung der Region um Altenberg eingebunden. Zusätzlich dient der Speicher dem Hochwasserschutz. Die Baukosten beliefen sich auf ca. 30 Millionen Deutsche Mark.

## Technisches
Der Staudamm ist ein Steinschüttdamm aus Granitsteinen mit einer wasserseitigen PVC-Foliendichtung. Sein Grundriss ist geknickt. Die Talsperre verfügt unter anderem über eine entenschnabelförmige Hochwasserentlastung mit einer 240 Meter langen Schussrinne an der Luftseite, einen Entnahmeturm im Stauraum, eine Herdmauer am wasserseitigen Dammfuß und eine Berme an der Luftseite. Zur Trinkwassergewinnung werden täglich 5.100 m3 Wasser abgegeben. Das 1995–1998 erbaute Wasserwerk Altenberg befindet sich nordwestlich des Speichers. Es versorgt etwa 9.000 Menschen im Umfeld mit Trinkwasser.

## Freizeitmöglichkeiten
An der Talsperre und am Großen und Kleinen Galgenteich gibt es Wege zum Wandern, Radfahren usw. Bei den Galgenteichen gibt es auch einen Campingplatz. Im Kleinen Galgenteich ist ein Schwimmbad. Sonstige Freizeitmöglichkeiten direkt am Speicher Altenberg bestehen nicht, da er eine Trinkwassertalsperre ist.